# 칠레칠성장어
칠레칠성장어(학명: Mordacia lapicida)는 칠레 남부에 분포하는 칠성장어목 회유·기생성 무악어류의 일종이다. 몸길이는 최대 54cm까지 자라며, 주로 강과 강어귀에서 발견된다.